# Rasterdiagramm
Ein Rasterdiagramm (engl. Carpet-Plot) ist die graphische Darstellung von Ausprägungen in ihrem zeitlichen Zusammenhang (z. B. stündliche Aufschreibung der Außentemperatur). Jeder Messpunkt wird wie bei einem Streudiagramm in ein kartesisches Koordinatensystem eingetragen, wobei die Achsen unterschiedliche zeitliche Auflösungen (z. B. Tag auf der x-Achse und Stunde auf der y-Achse) haben. Dadurch werden Beobachtungen, die z. B. jeden Tag zur gleichen Uhrzeit auftreten, in einer Zeile angezeigt. Alle Beobachtungen eines Tages werden in einer Spalte dargestellt. Die Beobachtungen werden farbig kodiert, z. B. blau für geringe Werte, rot für hohe Werte.
Durch das Auftragen der Daten in zeitlichen Strukturen können große Datenmengen wie z. B. Messwerte mit viertelstündlicher Auflösung eines Jahres dargestellt und vom Betrachter schnell erfasst werden. Das Auftreten von Minima, Maxima oder regelmäßigen Ereignissen kann optisch erfasst werden.

## Beispiel

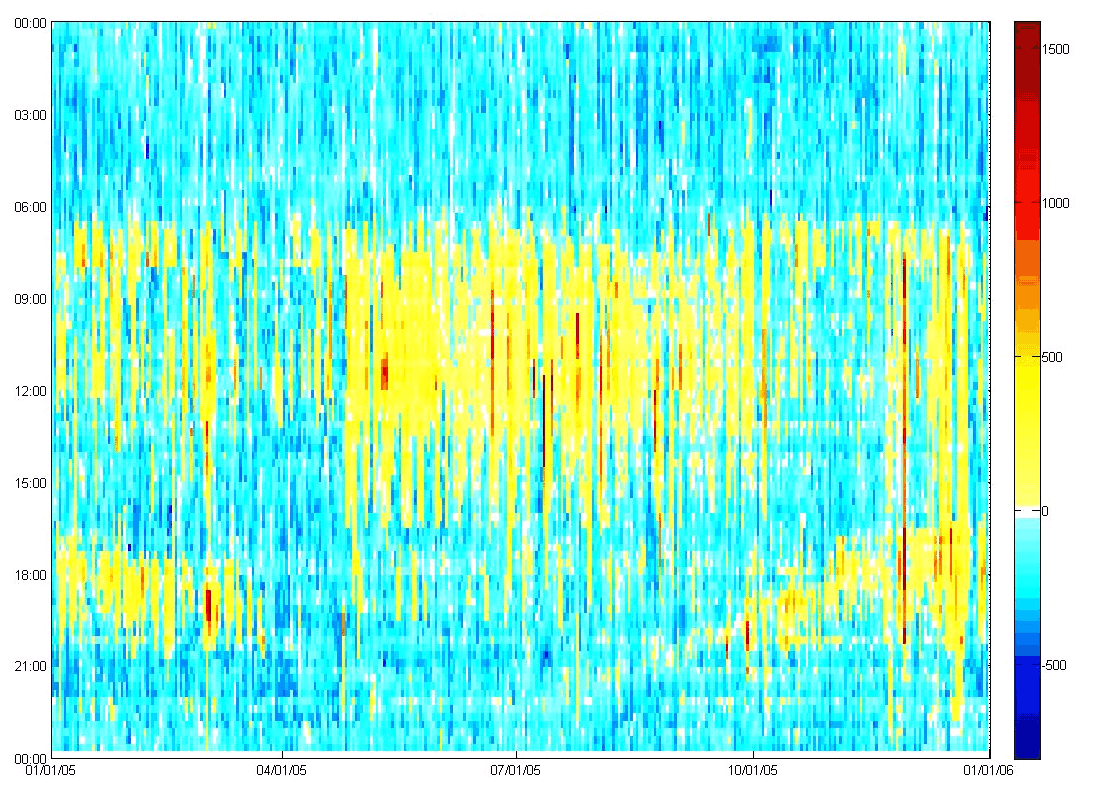
Daten: Viertelstundenwerte einer elektrischen Leistungsmessung in kW

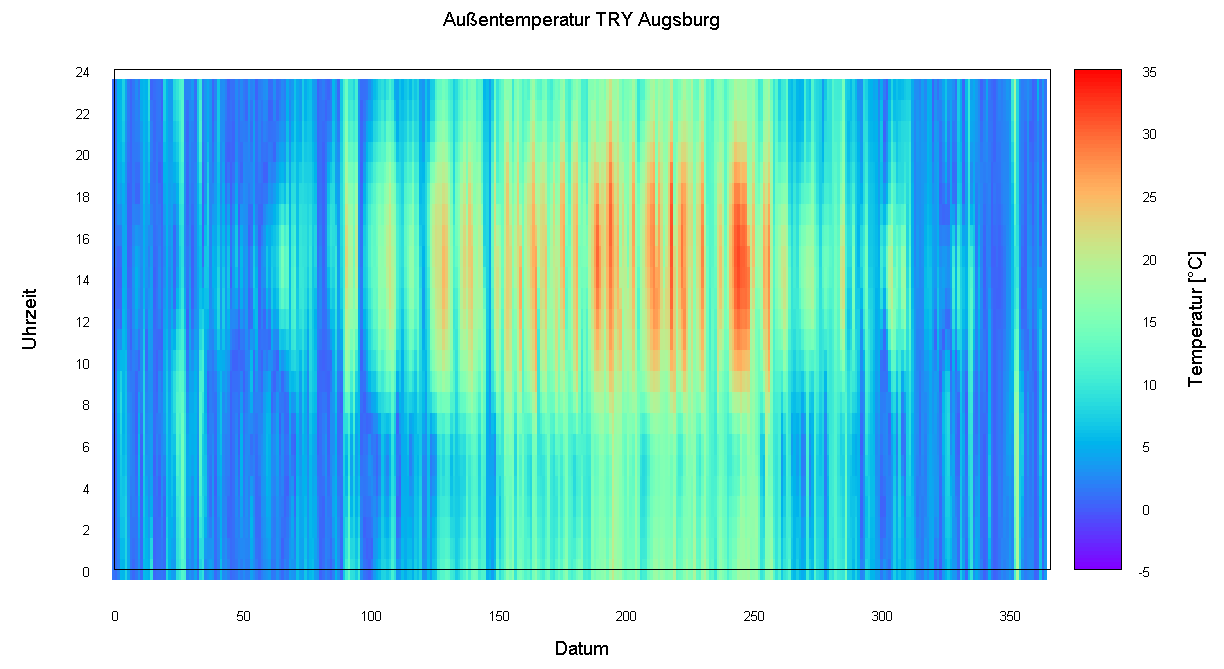
Außentemperatur von Augsburg

Beim Beispiel der elektrischen Leistungsmessung wurden Messwerte, die während eines Jahres jede Viertelstunde erhoben wurden, als Rasterdiagramm dargestellt. Eine Spalte enthält jeweils die Werte eines Tages von 0:00 Uhr bis 23:45 Uhr. Die Tage sind nebeneinander angeordnet. Trotz der hohen Anzahl an Messwerten (ca. 35.000) können regelmäßig auftretende Muster oder Abweichungen an einzelnen Tagen schnell erfasst werden.
Im zweiten Beispiel ist die Außentemperatur aus dem Test-Referenz-Jahr von Augsburg aufgetragen.
Rasterdiagramme werden häufig zur schnellen Datenanalyse und zur Visualisierung von zeitlichen Ereignissen genutzt. So kann z. B. ohne großen Aufwand geprüft werden, ob eine Regelung (z. B. Vorlauftemperatur einer Heizungsanlage) oder ein Sensor korrekt funktioniert. 